# Gewerbearzt
Gewerbeärzte sind Fachärzte für Arbeitsmedizin mit der Aufgabe, den medizinischen Arbeitsschutz in allen Betrieben des jeweiligen Aufsichtsbereichs zu beraten und zu überwachen. Zielgruppen der Gewerbeärzte sind insbesondere Betriebe, Betriebsärzte, Sicherheitsfachkräfte, Arbeitnehmervertretungen und Arbeitnehmer.

## Entwicklung
Berichte über den Gesundheitszustand von Arbeitnehmern im Laufe der industriellen Entwicklung im 19. Jahrhundert zeigten untragbare Zustände. Einzelne Staaten entschlossen sich deshalb, Arbeitsschutzgesetze zu erlassen und zur Aufsicht Fabrikinspektoren bei den staatlichen Aufsichtsorganen einzustellen. Einzelne Großbetriebe stellten erste hauptamtliche Betriebsärzte ein. Zunehmend stellte sich heraus, dass zur Verbesserung des Gesundheitszustandes der Arbeitnehmer auch bei den Überwachungsbehörden medizinischer Sachverstand erforderlich war. Dies führte zur Einstellung von Gewerbeärzten.

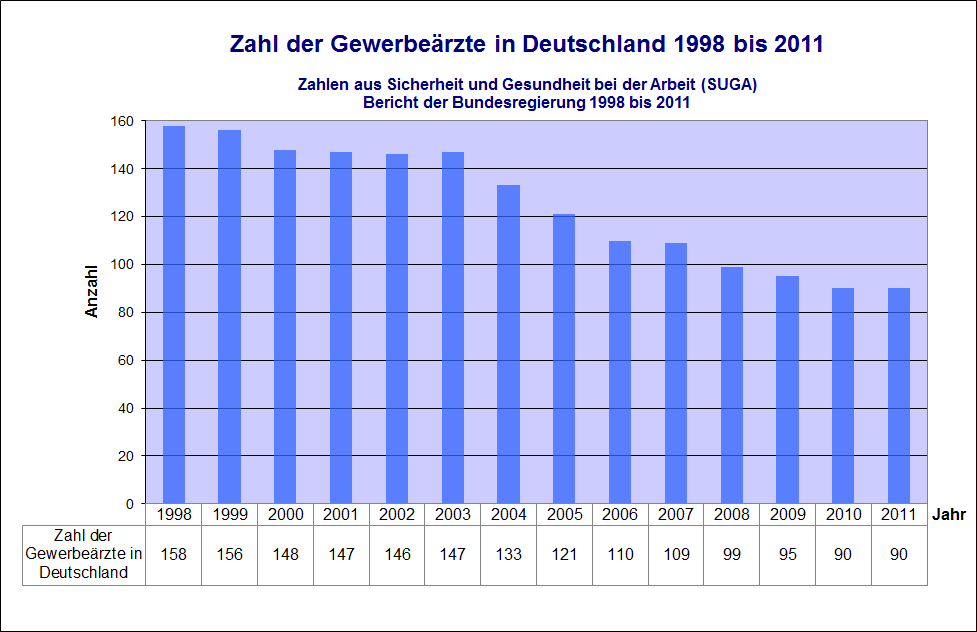
Zahl der Gewerbeärzte in Deutschland

- Erster Werksarzt Knaps 1866 Anilinfabrik Ludwigshafen 1874 Grandhomme Farbwerke Hoechst[2]
- 1905 erster nebenberuflicher Gewerbearzt in Württemberg
- 1905 erste hauptberufliche Gewerbeärzte im Elsass und in Lothringen[2]
- 1906 erster hauptamtlicher Gewerbearzt in Baden ist Friedrich Holtzmann
- 1909 erster Gewerbearzt in Bayern wird Franz Koelsch[2]
- 1921 erster preußischer Landesgewerbearzt in Düsseldorf wird Ludwig Teleky[3]
- 1921 Bayerisches Landesinstitut für Arbeitsmedizin eröffnet[2]
- 1937 tritt die dritte Berufskrankheitenverordnung in Kraft, in der die Beteiligung (u. a. Begutachtung) des Gewerbearztes am Berufskrankheitenverfahren eingeführt wird
- 1939 gibt es in Deutschland 40 Gewerbeärzte.[3]
- 2011 gibt es in Deutschland 90 Gewerbeärzte[4] (siehe Grafik)

## Organisation
Gewerbeärzte sind immer Beschäftigte, in der Regel Beamte eines Bundeslandes. Gewerbeärzte arbeiten eng mit den Arbeitsschutzbehörden der einzelnen Länder zusammen oder sind in deren Strukturen eingebunden. Die zuständigen Behörden werden in den Bundesländern unterschiedlich benannt, meist Ämter für Arbeitsschutz oder Gewerbeaufsichtsämter. Der leitende Gewerbearzt wird in einigen Bundesländern als Landesgewerbearzt bezeichnet. Zur bundesweiten Koordination gewerbeärztlicher Tätigkeit finden jährliche Austausche zwischen den Gewerbeärzten aller Bundesländer statt.
Ein großer Teil der Gewerbeärzte sind in der Vereinigung Deutscher Staatlicher Gewerbeärzte e.V. (VDSG) organisiert. Die Zeitschrift Arbeitsmedizin-Sozialmedizin-Umweltmedizin ist u. a. für die Vereinigung ein Organ zur Veröffentlichung. Die Vereinigung Deutscher Staatlicher Gewerbeärzte e.V. ist kooptiertes Mitglied im Vorstand des Vereins Deutscher Gewerbeaufsichtsbeamter VDGAB und dort durch ihren Vorsitzenden vertreten.
Die Vereinigung ist korporatives Mitglied in der Deutschen Gesellschaft für Arbeitsmedizin und Umweltmedizin e.V. DGAUM.

## Aufgaben
Die Aufgaben der Gewerbeärzte haben sich im Laufe der Zeit gewandelt, sind in den einzelnen Bundesländern vergleichbar, aber deutlich unterschiedlich gewichtet.
- Beratung und Überwachung der Betriebe unter arbeitsmedizinischen Aspekten
- Beratung der technischen Arbeitsschutzaufsicht bei arbeitsmedizinischen Fragestellungen oder als Teil der technischen Arbeitsschutzaufsicht mit eigener Anordnungsbefugnis.
- Stellungnahmen im Berufskrankheitenverfahren[9]. Die Funktion der Gewerbeärzte ist in § 4 der Berufskrankheitenverordnung (BKV) festgelegt.
- Beratung zum Betrieblichen Gesundheitsmanagement[10]

Ein Schwerpunkt in vielen Gewerbeärztlichen Diensten ist derzeit die Beratung der Betriebe zum Umgang mit psychischen Belastungen. Deutschlandweit gilt die Anzeigepflicht bei Verdacht auf einen Berufskrankheit (§ 202 SGB VII).
Im Ausschuss für Arbeitsmedizin (AfAMed) des Bundesarbeitsministeriums vertreten Gewerbeärzte die Bundesländer.
Gewerbeärzte wirken regelmäßig bei der Erstellung von Empfehlungen zur Beurteilung von Berufskrankheiten mit
- Bamberger Merkblatt – Begutachtungsempfehlungen für die Begutachtung von Haut- und Hautkrebserkrankungen[12]
- Bochumer Empfehlung – Empfehlung für die Begutachtung von Quarzstaublungenerkrankungen (Silikosen)[13]
- Falkensteiner Empfehlung – Empfehlung für die Begutachtung asbestbedingter Berufskrankheiten[14]
- Königsteiner Empfehlung – Empfehlung für die Begutachtung der Lärmschwerhörigkeit (BK-Nr. 2301)[15]
- Reichenhaller Empfehlung – Empfehlung für die Begutachtung der Berufskrankheiten der Nummern 1315 (ohne Alveolitis), 4301 und 4302 der Anlage zur Berufskrankheiten-Verordnung (BKV)[16]